# Darbandikhan Sports Club
Darbandikhan Sports Club é um clube esportivo da cidade de Darbandikhan, no governorate de Suleimânia, no Curdistão Iraquiano.

## Competições
O clube disputa atualmente a Premier League do Campeonato Curdistanês de Futebol, a qual foi promovido na temporada 2019-20. Sua primeira participação na Divisão 1, a liga de acesso, havia sido na edição 2007-08.
Em 2020, o clube contratou como centroavante o jogador nigeriano Destiny Ogbonnaya para a nova temporada.

## Ligações Externas
- Página no Facebook - em curdo